# Macaca hecki
Macaca hecki (Макака Хека) — вид приматів з роду Макака (Macaca) родини Мавпові (Cercopithecidae).

## Опис
Має сильні кінцівки. Має чорну спину, коричнюваті груди і живіт, темно-коричневі передпліччя і бліді буро-сірі задні кінцівки. Хвіст відносно короткий. Голі ділянки шкіри на крупу, сідничні мозолі, від сірого до жовтого кольору. Тварина має защічні мішки, в яких зберігаються продукти харчування. Де діапазони проживання перекриваються іноді зазнає гібридизації з Macaca tonkeana, а можливо, Macaca nigrescens. Довжина голови й тіла самців: 53—66 см, самиць: 42—60 см, довжина хвоста самців: 1.5—4 см, самиць: 2—3.5 см.

## Поширення
Ці макаки із західної частини півночі Сулавесі, Індонезія. Живе у первинних та вторинних тропічних лісах.

## Поведінка
Вид денний. Розміри груп приблизно 10—20 особин. Плодоїдний (доповнюючи свій раціон листям, квітами, комахами та іншими дрібними безхребетними), напівдеревний вид. Багато з видів макак на Сулавесі, як відомо, здійснюють рейди на с.г. культури: фрукти, кукурудзу та овочі.

## Загрози та охорона
Найбільша загроза для виду є втрата середовища існування, яке стає все більш фрагментованим. Крім того, загрозами є полон, отруєння, вбивства і переслідування місцевими фермерами. Цей вид знаходиться в Додатку II СІТЕС. Зустрічається, як відомо, принаймні, в 6 охоронних територіях.